# Carinotrachia
Carinotrachia is een geslacht van weekdieren uit de klasse van de Gastropoda (slakken).

## Soorten
- Carinotrachia admirale Köhler, 2010
- Carinotrachia carsoniana Solem, 1985